# Albert de Nassau-Weilbourg
Albert de Nassau-Weilbourg (en allemand Albrecht von Nassau-Weilburg), né le 26 décembre 1537 à Neuweilnau, décédé le 11 septembre 1593 à Ottweiler.
Il fut comte de Nassau-Weilbourg de 1559 à 1593, comte de Nassau-Ottweiler, comte de Nassau-Hohenbourg, comte de Nassau-Kirchheim de 1574 à 1593.

## Famille
Fils de Philippe III de Nassau-Weilbourg et de Anne de Mansfeld.
En 1559, Albert de Nassau-Weilbourg épousa Anne de Nassau-Dillenbourg (1541–1616), (fille du comte Guillaume de Nassau-Dillenbourg).
Quatorze enfants sont nés de cette union :
- Anne de Nassau-Weilbourg (1560-1634), en 1581 elle épousa le comte Othon de Solms-Sonnenwalde (1550-1634)

- Julienne de Nassau-Weilbourg (1562-1562)

- Catherine de Nassau-Weilbourg (1563-1612)

- Louis II de Nassau-Weilbourg, comte de Nassau-Weilbourg

- Georges de Nassau-Weilbourg (1567-1570)

- Albert de Nassau-Weilbourg (1569-1571)

- Guillaume de Nassau-Weilbourg (de) (1570-1597), comte de Nassau-Weilbourg de 1593 à 1597, en 1596 il épousa Érika d'Isemburg-Birtstein (1569-1628), (fille de Philippe II d'Isemburg-Birstein), (Postérité)

- Élisabeth de Nassau-Weilbourg (1572-1607), en 1596, elle épousa le comte Georges de Sayn-Wittgenstein-Berlebourg (1565-1631)

- Anne de Nassau-Weilbourg (1575-1643), en 1606 elle épousa le comte Pierre de Criechingen (†1623)

- Jean-Casimir de Nassau-Weilbourg (de) (1577-1602), comte de Nassau-Gleiberg, en 1601 il épousa Élisabeth de Hesse-Darmstadt (1579-1655), (fille du landgrave Georges Ier de Hesse-Darmstadt), (postérité)

- Madeleine de Nassau-Weilbourg (1580-1658)

- Anne de Nassau-Weilbourg (1582-1635), en 1609 elle épousa le comte Guillaume de Sayn (†1623)

- Ernestine de Nassau-Weilbourg (1584-1665), en 1616 elle épousa le comte Philippe de Wied (†1632).

Albert de Nassau-Weilbourg appartint à la septième branche (Nassau-Weilbourg), elle-même issue de la seconde branche (Nassau-Wiesbaden-Idstein) de la Maison de Nassau. La lignée de Nassau-Weilbourg appartient à la lignée valmérienne qui donna des grands-ducs au Luxembourg.
Albert de Nassau-Weilbourg est l'ascendant de l'actuel grand-duc Henri Ier de Luxembourg.